# مری کوانت
مری کوانت (انگلیسی: Mary Quant؛ زادهٔ ۱۱ فوریهٔ ۱۹۳۰ – درگذشتهٔ ۱۳ آوریل ۲۰۲۳) یک طراح مد اهل بریتانیا بود. وی به عنوان صاحب ایدهٔ مینی‌ژوپ (دامن کوتاه) شناخته می‌شود.
وی از شناخته شده‌ترین طراحان مد در دهه ۱۹۶۰ در بریتانیا بوده‌است. کوانت برنده جوایزی همچون نشان امپراتوری بریتانیا شده‌است.

## زندگی شخصی و مرگ
کوانت با همسر آینده و شریک تجاری خود، الکساندر پلانکت گرین، نوه هری پلانکت گرین، خواننده ایرلندی، در سال ۱۹۵۳ آشنا شدند. آنها در سال ۱۹۵۷ ازدواج کردند و تا زمان مرگ گرین در سال ۱۹۹۰ باهم بودند، و صاحب یک پسر به نام اورلاندو که متولد ۱۹۷۰ بود شدند.
کوانت در ۱۳ آوریل ۲۰۲۳ در خانه خود در ساری در سن ۹۳ سالگی درگذشت.